# Matěj Gregor
Matěj Gregor (* 12. dubna 2002 Ostrava) je český politik a influencer, od září 2022 zastupitel městského obvodu Ostrava-Vítkovice, od července 2024 předseda moravskoslezské organizace strany Motoristů sobě a předseda mládežnické organizace Motoristů Generace Motor.

## Život
Narodil se v roce 2002 v Ostravě-Vítkovicích. Vystudoval obor počítačové sítě a kybernetická bezpečnost na Střední škole informačních technologií ve Frýdku-Místku.[zdroj?]
Po vykonání maturitní zkoušky zahájil studium dvouoborového programu Český jazyk a literatura + Historie (se zaměřením na vzdělávání) na Filozofické fakultě Ostravské univerzity. K roku 2024 žije v Ostravě.[zdroj?]
V roce 2021 zvítězil v kategorii videa soutěže „Co pro mne znamená svoboda?“ Senátu Parlamentu České republiky.

## Politické působení
Od roku 2017 byl od svých 15 let registrovaným příznivcem Svobodných.[ve zdroji nenalezeno] Ve svých 19 letech se v roce 2021 stal také členem Svobodných.[zdroj?] Za stranu byl v komunálních volbách v roce 2022 zvolen zastupitelem městského obvodu Ostrava-Vítkovice. V zastupitelstvu plní také funkci předsedy kontrolního výboru.
V evropských volbách v roce 2024 kandidoval na druhém místě kandidátní listiny Svobodných. Získal 11 352 preferenčních hlasů, tedy více, než lídr kandidátní listiny a předseda Svobodných Libor Vondráček. Strana však získala pouze 1,76 % hlasů a žádný mandát v Evropském parlamentu nezískala.[zdroj?]
V červenci 2024 vystoupil ze strany Svobodných a stal se předsedou moravskoslezské organizace strany Motoristé sobě, taktéž se při svém vstupu stal zakladatelem a předsedou mládežnické organizace Motoristů Generace Motor.
Ve sněmovních volbách v roce 2025 je lídrem kandidátní listiny Motoristů sobě v Moravskoslezském kraji.

## Politické názory
Je odpůrcem Green dealu a kritizuje Evropskou unii. Je také proti legalizaci manželství osob stejného pohlaví.
Dlouhodobě se angažuje v oblasti vzdělávání, v roce 2025 například navrhl zpoplatnění podle něj „zbytečných oborů“ na veřejných vysokých školách. Kritici návrhu jej označili jako cenzuru. Mezi jeho návrhy také patřilo odstranění politických vsuvek z učebnic a školních programů a zavedení možnosti, aby rodiče mohli bez udání důvodu omluvit děti z mimoškolních aktivit s ideologickým zaměřením. Tento přístup vyvolal kritiku, že jde o zásah do svobody vzdělávání.